# Schwarzenberger Hütte
Die Schwarzenberger Hütte war ein Eisenwerk in Sachsenfeld, einem Nachbardorf der sächsischen Amtsstadt Schwarzenberg/Erzgeb.

## Geschichte
Die Hütte wurde 1873 durch den Magdeburger Unternehmer Hermann Gruson zwischen dem Schwarzwasser und der 1858 eröffneten Bahnstrecke Zwickau–Schwarzenberg auf einem Gelände angelegt, das dieser zuvor vom Rittergut Sachsenfeld erworben hatte. Nach dem Eintrag in das Handelsregister am 13. Mai 1873 stellte die Generaldirektion der Schwarzenberger Hütte am 16. Juli desselben Jahres einen Bauantrag für ein Büro- und ein Werkgebäude beim Gerichtsamt Schwarzenberg.
Bereits im Mai 1873 hatte Gruson eine Reihe von Bergwerken im Westerzgebirge erworben, darunter Riedels Fundgrube, Gottes Segen beständig Erbstollen am Roten Hahn bei Bermsgrün, Hausteins Hoffnung bei Langenberg sowie Gelber Zweig samt Julius Erbstolln. Vorbesitzer dieser Gruben war Ernst Erdmann Zweigler, der Vater des Unternehmers Emil Zweigler, Besitzer einer Pappen- und Kartonagenfabrik in Wildenau.
Das neue Eisenwerk erwirtschaftete durch die einsetzende Eisenkrise nicht die gewünschten Umsätze. Auch nach dem 1877 erfolgten Verkauf an die belgische Gesellschaft Société anonyme des Mines et Usines de Hof-Pilsen-Schwarzenberg rentierte sich die Hütte nicht und wurde schließlich stillgelegt.
Im Juni 1889 wurde nach dem Konkurs der Société anonyme die gesamten Anlage abgerissen. Die Hochöfen wurden am 6. Juni 1889 gesprengt. Im darauffolgenden Jahr wurde durch die Fa M. Förster, Berlin, ein Antrag gestellt, auf dem Gelände der früheren Schwarzenberger Hütte eine Chamottestein-Fabrik zu errichten. Trotz anfänglicher Bedenken wegen der Abgase wurde das Werk mit der Auflage des Baus zweier besonders hoher Schornsteine gebaut. Nach Verkauf an Friedrich August Gehlert errichtete dieser hier 1894 eine Stanz- und Emaillierfabrik. Heute befindet sich auf dem Standort ein Einkaufszentrum.